# Albanifest

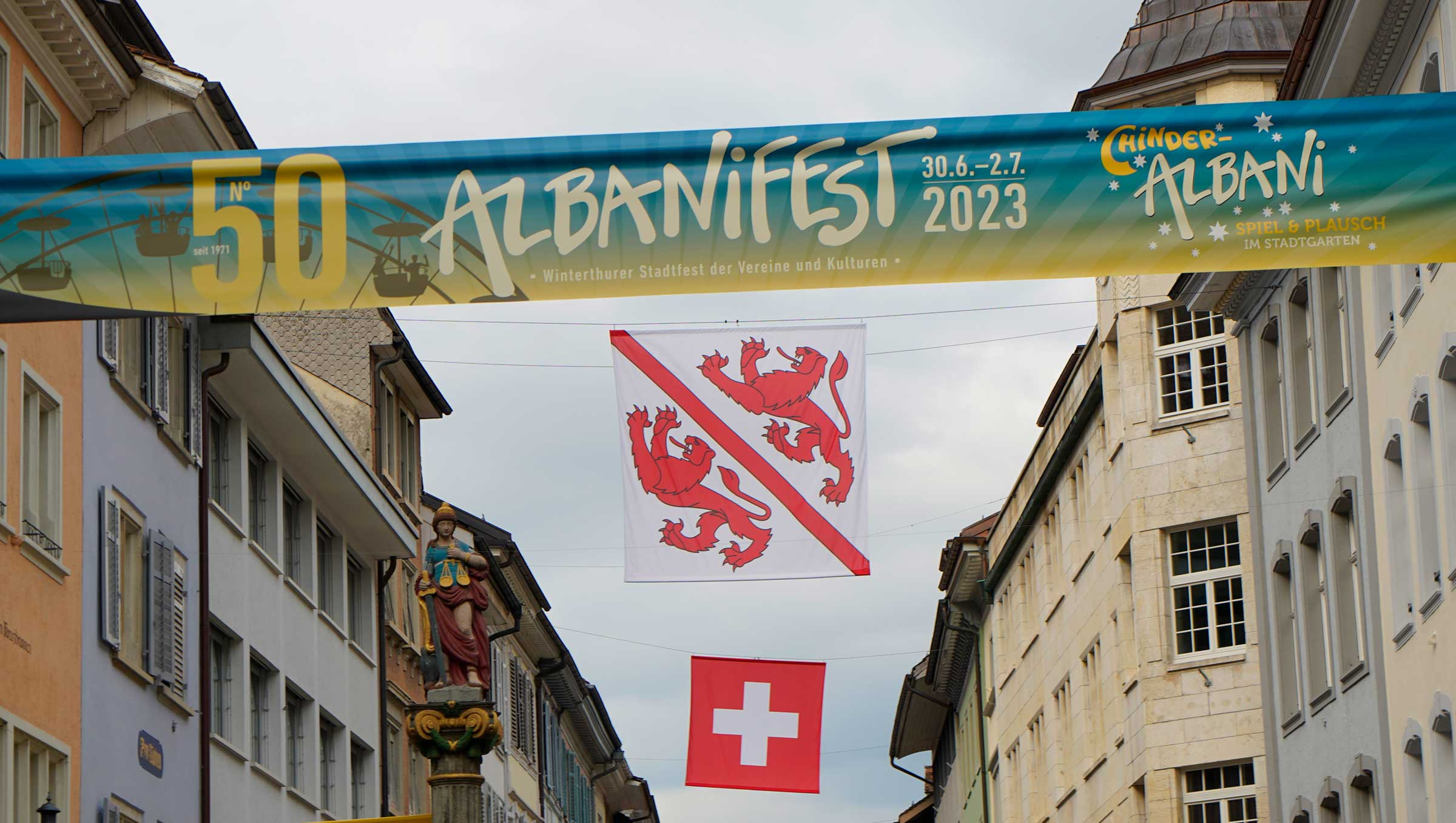
Geschmückte Marktgasse während des 50. Albanifests 2023.

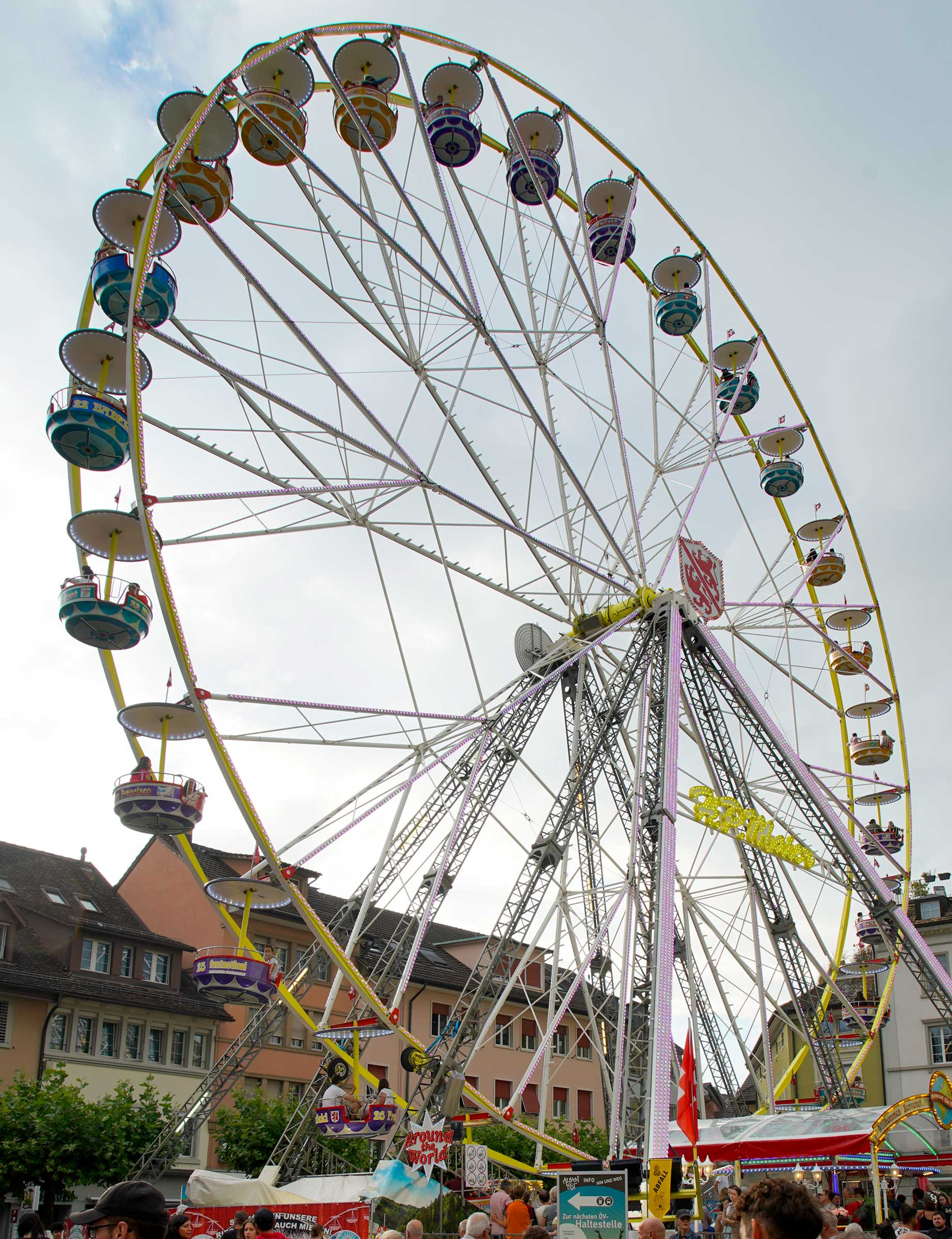
Das beliebte Riesenrad auf dem Neumarkt in der Winterthurer Altstadt.

Das Albanifest – Winterthurer Stadtfest der Vereine und Kulturen – ist ein Altstadtfest in Winterthur. Das älteste und grösste jährliche Winterthurer Fest ist als Kulturgut seit 1264 in der Stadt verankert. Am Albanifest wird neben der damaligen Erlangung der Freiheit auch in seiner heutigen Form die Pflege der Gemeinschaft aller Bevölkerungsgruppen und angereisten Gäste gefeiert.

## Geschichte
Der historische Hintergrund und das Datum des Albanifests stammen von der Übergabe des Stadtrechtsbriefs an Winterthur. Damals erlangte die Stadt Winterthur am 22. Juni 1264 durch Fürst Rudolf von Habsburg, einem Erben der Kyburger, das Marktrecht und die Freiheit. Aus diesem historischen Anlass legte die Stadt den Tag der Sonnwende (21. Juni) als so genannten «Albanitag» fest. Es galt, des Geburtstags der Winterthurer Freiheit gebührend zu gedenken und die Gemeinschaft aller Bürger zu feiern. Am Albanitag wurden jeweils frühmorgens die Wahlen des Schultheissen, der Rats- und der Amtspersonen der Stadt abgehalten. Zum anschliessenden «Albanimahl» spendete die Stadt Wein, Käse und Brot, und das Publikum genoss den Tag mit Musik und Tanz. Dieses Brauchtum wurde während Jahrhunderten gepflegt, bis der ursprüngliche Albanitag 1874 letztmals durchgeführt wurde. Die Stadt war als Folge des Nationalbahndebakels zu hoch verschuldet, um genügend Wein für die vielen Festgäste aufzubringen.
Im Zuge der Feierlichkeiten zum 700-Jahr-Jubiläum des Stadtrechts kam auch die Diskussion um eine Wiederbelebung des Albanifests auf. 1969 wurden deswegen die ersten Sondiergespräche mit Vertretern aus Quartier- und Anwohnervereinen, Stadtmusik, Wirteverein, Gewerbeverein «Junge Altstadt» und dem Kulturverein «Kulturpodium» aufgenommen. Ein erster kleiner Vorläufer zum heutigen Albanifest fand am 20. Juni 1970 in der Steinberggasse statt, organisiert durch das Kulturpodium sowie Mitglieder der Guggenmusik «Pro Lapsus» und des Bewohnervereins Steinberggasse. Ein halbes Jahr später, am 15. Dezember 1970, wurde aus Vertretern des FAKOWI unter dem Vorsitz von Alt-Stadtpräsident Urs Widmer ein Albanifest-Komitee gegründet und 1971 wieder ein offizielles Albanifest durchgeführt.
Das Albanifest in seiner heutigen Form wurde schnell sehr beliebt und entwickelte sich zum grössten derartigen Fest. Im Rahmen des Albani-Festgottesdienstes im Lindengutpark wird am Albanifest-Sonntagmorgen seit einigen Jahren auch wieder ein Albanimahl durchgeführt.

## Überblick
Das Albanifest findet seit 1971 jedes Jahr am letzten Wochenende im Juni statt. Das Fest beginnt am letzten Freitag des Monats Juni und endet am darauffolgenden Sonntag, wobei Samstag und Sonntag in den Folgemonat Juli fallen können. Bei jeder Durchführung besuchen rund 100'000 Gäste das Albanifest – im Jahr 2023 sprachen die Veranstalter von schätzungsweise 100'000 bis 120'000 Besuchern –, welches zusätzlich zu den Festzelten, Chilbibahnen und Buden, Marktständen und Konzertbühnen auch mit diversen Spezialanlässen aufwarten kann. Neben der Kulinarik aus vielen Weltregionen sind am Albanifest die verschiedene Kulturen vertreten. Das Festareal umfasst die gesamte historische Altstadt, die am Rand der Altstadt gelegene Stadthausstrasse und den Stadtpark, den Vorplatz des Kunstmuseums sowie auf der Wiese nördlich des Stadthauses den «Stadtgarten» mit dem familienfreundlichen Chinder-Albani. Die Gesamtausdehnung des Fests beträgt ungefähr 200'000 m². Fast jeder grössere lokale Verein ist an dem Fest mit einem Festzelt oder einem Auftritt vertreten.

## Eckdaten
Das 10-köpfige Albanifest-Komitee plant, organisiert und leitet das Fest ehrenamtlich. Es nehmen rund 120 Festwirtschaften, Boulevardrestaurants und Marktstände am Fest teil, die ca. 10'000 meist gedeckte Sitzplätze anbieten. Einen wichtigen Teil des Albanifests bilden rund 80 Vereine, Clubs und Gesellschaften, die ebenfalls ehrenamtlich arbeiten und finanzielle Mittel für gemeinnützige Tätigkeiten erwirtschaften. Für die musikalische Unterhaltung aus unterschiedlichsten Musiksparten sorgen rund 50 Musiker, Bands, DJs und Orchester mit Gratikskonzerten in den Festwirtschaften und auf mehreren Bühnen. Ausserdem gibt es zahlreiche Unterhaltungs-, Chilbi- und Verkaufsstände. Rund 30 Chilbibahnen sind über verschiedene Standorte im Festgelände verteilt.

## Namen
Namensgeber des Albanifests ist St. Alban, einer der drei Winterthurer Stadtheiligen. Der 22. Juni ist sein Namenstag. Die beiden anderen Stadtheiligen sind Sankt Laurentius und Sankt Pankratius. In der Sakristei der Winterthurer Stadtkirche befindet sich ein mittelalterliches Deckengemälde mit einer Darstellung des Alban von England.